# Вагенетия
Вагенетия (греч. Βαγενετία) — это славиния эпирских ваюнитов, которые приняли участие в осаде Салоник во главе с Хацоном. Расположена к югу от Кутмичевицы.
Склавиния существовала до начала X века, когда она была присоединена к Первому болгарскому государству. Название Vagenetia оставалось в употреблении до 1270 года. 
В османские времена этот регион получил имя имя Чамерия. Сейчас преимущественно соответствует региону Янина.